# Melitta californica
Melitta californica är en biart som beskrevs av Henry Lorenz Viereck 1909. Melitta californica ingår i släktet blomsterbin, och familjen sommarbin. Inga underarter finns listade i Catalogue of Life.